# Stephan Ebn

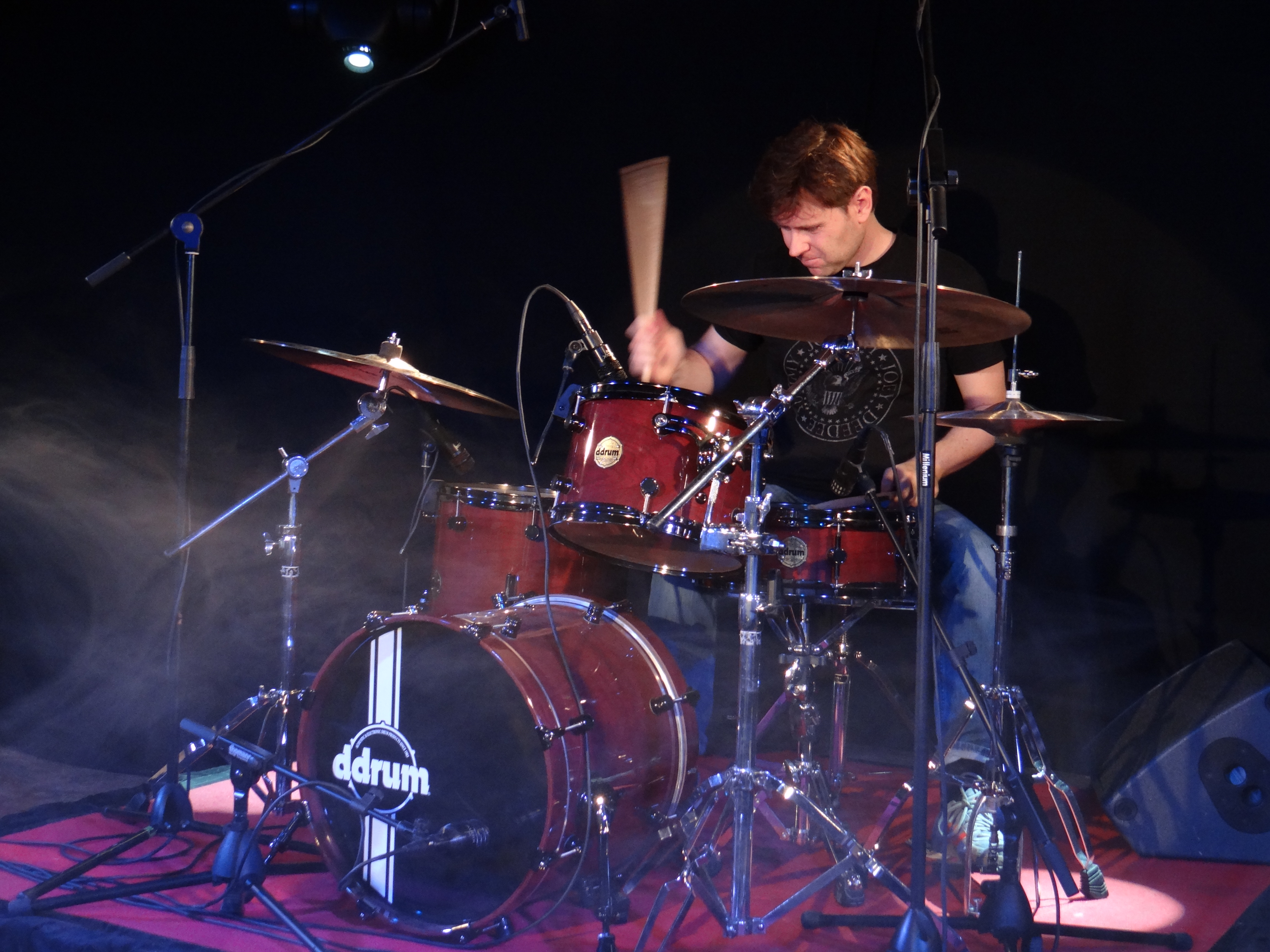
Stephan Ebn 2013

Stephan Ebn (* 13. Februar 1978 in Kelheim) ist ein deutscher Schlagzeuger und Musikproduzent. Er lebt in Abensberg.

## Leben
Der Tour- und Studiodrummer studierte zunächst von 1998 bis 2003 an der Hochschule für Musik Nürnberg-Augsburg Jazz-Schlagzeug. Dieses Studium beendete er mit zwei Diplomen. Schon vor und während des Musikstudiums wirkte Stephan Ebn bei zahlreichen Projekten in Europa/USA als Studiomusiker oder Live-Schlagzeuger mit. Im Rock/Pop-Bereich arbeitete er mit Künstlern wie Gianna Nannini, Middle of the Road, Lynn Anderson, Donikkl, Jonny Hill, Saragossa Band, Kimberley Dahme, Frank Baum, Jon Walmsley, Hülya Kandemir, Johan Eliasson, Suzie Candell und anderen. Im Jazz-Bereich arbeitete er mit Bill Molenhof, Claus Stötter, Jörg Widmoser, Wolfgang Lackerschmid und anderen. Zudem wirkte Ebn als Musiker/Produzent bei zahlreichen CD-Veröffentlichungen mit und nahm bei internationalen Musik-Festivals mit den verschiedensten Künstlern teil.
Stephan Ebn war mit der bayerischen Mundartkünstlerin Maria Reiser verheiratet. Aus dieser Ehe entstammen zwei Töchter.

## Karriere
Seit 2006 ist Stephan Ebn Schlagzeuger und Programmer der schottischen Band Middle of the Road und mit dieser Formation in ganz Europa unterwegs. 2007 begann die Zusammenarbeit mit Gianna Nannini, zuerst im Studio und schließlich auch auf der Bühne. Nach der „Pia come la canto io-Tour“ folgten 2008 über 60 Konzerte der „GiannaBest-Tour“. Beim „Amiche per l’Abruzzo-Konzert“ am 21. Juni 2009 im Mailänder San Siro Stadion zugunsten der Opfer des Erdbebens in den Abruzzen stand er mit Gianna Nannini aber u. a. auch mit Laura Pausini auf der Bühne. Seit 2008 ist er u. a. mit Andreas Wiersichs Midnight Story Orchestra und mit der Singer/Songwriterin Solly Aschkar unterwegs. Für Aschkar hat er auch das Album Miles produziert.
Als Studiomusiker und Produzent hat Stephan Ebn u. a. in Studios in Nashville, London, Glasgow und Mailand gearbeitet. Seit 2006 ist er auch auf vielen Filmmusik-Aufnahmen von Helmut Zerlett und Christoph Zirngibl zu hören, wie z. B. auf den Soundtracks der Kinofilme Neues vom Wixxer, Kein Bund fürs Leben, Jerry Cotton, Männerhort, Der Vorname, Mia and me – Hero of Centopia und dem bayerischen Kultfilm Trans Bavaria zu hören.
2011 gründete Stephan Ebn zusammen mit Christian Georg und Thomas Huffschmid das Indie-Label Magic Mango Music. Auf diesem Label erschienen das Debüt-Album der von Ebn produzierten Band Ludwig Two und der Soundtrack des bayerischen Kultfilms Trans Bavaria.
Seit 2012 produziert Stephan Ebn die Kinderlieder von Rodscha aus Kambodscha und Tom Palme. Im November 2014 begann die Zusammenarbeit als Produzent und Musiker mit der Stimmkünstlerin und Obertonsängerin Anna-Maria Hefele. Seit 2018 ist Ebn als musikalischer Leiter für Martin Frank (Kabarettist) tätig. Für die Kabarettistin Sarah Hakenberg produziert er 2021 ihr erstes Studioalbum ‘Wieder da!’. 2022 gründete er das Quintett „Balkon Jazz Ballett“ und das Rock/Pop-Projekt „ebn (feat. Anna Katharina Kränzlein & Stephan Ebn)“.

## Bands (als Bandleader)

### STARBUST
Stephan Ebn hat 2012 zusammen mit den langjährigen Kollegen und Studiomusikern Helmut Zerlett, Giacomo Castellano und Hans Maahn die Band Starbust gegründet. Diese Formation agiert hauptsächlich als professionelle Begleitband für Internationale Künstler, aber auch als eigenständige Instrumentalband. Castellano, Maahn und Ebn spielten einige Jahre zusammen in der Band von Gianna Nannini. Mit diesem Projekt wurde die erfolgreiche Zusammenarbeit fortgesetzt.

### Stephan Ebn Band
Die Stephan Ebn Band ist eine moderne Jazz-Rock & Fusion-Band, welche im Jahr 2012, auf Grund der Produktion des Soloalbums von Ebn gegründet wurde. Die Originalbesetzung besteht neben Ebn aus Andreas Wiersich (Gitarre), Alex Bayer (Bass) und Toni Hinterholzinger (Piano/Keyboards). Gleichzeitig ist diese Formation auch die Rhythmusgruppe des Midnight Story Orchestras.

### Balkon Jazz Ballett
Das Balkon Jazz Ballett wird 2022 von Anna Katharina Kränzlein und Stephan Ebn gegründet. Als weitere Mitmusiker kommen Robert Prill (Gitarre), Matthias Hamburger (Kontrabass) und Nico Graz (Akkordeon, Saxophon) bzw. Marko Trivunović (Akkordeon) dazu. Das Quintett vereint alles, was die Musik von Klassik über Jazz bis hin zu Gipsy-Swing und vertrackten Balkanrhythmen zu bieten hat. Neu gedacht, arrangiert und zu einem einzigartigen Programm zusammengestellt.

## Diskografie (Auswahl)
| Projekt                                                   | Titel                                                                              | VÖ – Label                         |
| --------------------------------------------------------- | ---------------------------------------------------------------------------------- | ---------------------------------- |
| Frank Baum                                                | Hawaii                                                                             | 1997 – Phonosound                  |
| Necker                                                    | Augen Auf                                                                          | 2000 – Peppermint Records          |
| Johnny Lorenz                                             | Behind                                                                             | 2002 – MSG Records                 |
| Two Drifters                                              | Falling In Love                                                                    | 2003 – Mark Music                  |
| EMMA Car Hifi                                             | Competition Disc 2004                                                              | 2004 – EMMA                        |
| Eddy Gabler                                               | All the good things                                                                | 2005 – Intraton                    |
| EMMA Car Hifi                                             | Competition Disc 2006                                                              | 2005 – EMMA                        |
| Johnny Lorenz & Kimberley Dahme                           | Tonight                                                                            | 2006 – Amazing Europe              |
| Helmut Zerlett & Christoph Zirngibl                       | Neues Vom Wixxer (Original Motion Picture Soundtrack)                              | 2006 – Sony Music                  |
| Helmut Zerlett & Christoph Zirngibl                       | Kein Bund Fürs Leben (Original Motion Picture Soundtrack)                          | 2007 – Rodeostar                   |
| Christoph Zirngibl                                        | Tage Wie Jahre (Original Motion Picture Soundtrack)                                | 2008 – Kronos Records              |
| Gothic Jazz Orchestra                                     | Der Graf                                                                           | 2008 – Upsolute Records            |
| Solly                                                     | Miles                                                                              | 2009 – Tucan Records               |
| Helmut Zerlett & Christoph Zirngibl                       | Jerry Cotton (Original Motion Picture Soundtrack)                                  | 2010 – Ministry of Sound           |
| Christoph Zirngibl                                        | Transit (Original Motion Picture Soundtrack)                                       | 2010 – NPM Records                 |
| Gianna Nannini                                            | Amiche per l’Abruzzo (DVD)                                                         | 2010 – Madraxa                     |
| Nick&Peter                                                | Come Un Gioco                                                                      | 2011 – Smilax Italia               |
| Eddy Gabler                                               | Dancing On Water                                                                   | 2011 – Magic Mango Music           |
| Christoph Zirngibl                                        | Trans Bavaria (Original Motion Picture Soundtrack)                                 | 2012 – Magic Mango Music           |
| Ludwig Two                                                | Heads Under Water                                                                  | 2012 – Magic Mango Music           |
| Stephan Ebn Band                                          | Agent L (2012)                                                                     | 2012 – Magic Mango Music           |
| Stephan Ebn feat. Starbust                                | No Clue                                                                            | 2012 – Magic Mango Music           |
| Dave Zwieback                                             | Krümel in d'r Trööt                                                                | 2012 – Magic Mango Music           |
| Cevil                                                     | Cevil                                                                              | 2012 – Magic Mango Music           |
| Cevil                                                     | Omschberg                                                                          | 2013 – Magic Mango Music           |
| Helmut Zerlett & Robert Matt                              | Systemfehler – Wenn Inge tanzt                                                     | 2013 – Very Us Records             |
| Maria Reiser                                              | Do schau her! d’EP                                                                 | 2013 – Magic Mango Music           |
| Rodscha aus Kambodscha und Tom Palme                      | Affen tanzen – Mitmachlieder                                                       | 2013 – Rodscha & Tom Mitmachlieder |
| Eddy Gabler                                               | Rough                                                                              | 2013 – Magic Mango Music           |
| Cevil                                                     | Carousel (Funny Day)                                                               | 2014 – Magic Mango Music           |
| NapoliLatina                                              | Ogni Notte EP                                                                      | 2014 – Magic Mango Music           |
| Rodscha aus Kambodscha und Tom Palme                      | Weltmeister                                                                        | 2014 – Rodscha & Tom Mitmachlieder |
| Maria Reiser                                              | Glabberlwirt (Single Version)                                                      | 2014 – Magic Mango Music           |
| Rodscha aus Kambodscha und Tom Palme                      | Russ gagga                                                                         | 2014 – Rodscha & Tom Mitmachlieder |
| Midnight Story Orchestra                                  | Das Haus Usher                                                                     | 2014 – Magic Mango Music           |
| Christoph Zirngibl feat. Starbust                         | Männerhort (Original Motion Picture Soundtrack)                                    | 2014 – ahoi Musikverlag            |
| Helmut Zerlett                                            | Die Vampirschwestern 2 – Fledermäuse im Bauch (Original Motion Picture Soundtrack) | 2014 – Celloid                     |
| Anna-Maria Hefele                                         | Sweven – EP                                                                        | 2015 – Zack Bumm Records           |
| Tassilo Männer                                            | Sunman                                                                             | 2015 – Magic Mango Music           |
| I:ZI (Hanna Iser)                                         | Seelenverwandtschaft – EP                                                          | 2015 – Magic Mango Music           |
| Maria Reiser                                              | Zefix (Single Version)                                                             | 2015 – Magic Mango Music           |
| Christoph Zirngibl                                        | Kleine Ziege, sturer Bock (Original Motion Picture Soundtrack)                     | 2015 – Bavaria Sonor Mediathek     |
| Maria Reiser                                              | Bayern Delüxe – s’Album                                                            | 2015 – Magic Mango Music           |
| Florian Zack                                              | Digital Sozial – EP                                                                | 2016 – Magic Mango Music           |
| Maria Reiser                                              | O'gricht is (Single Version)                                                       | 2016 – Magic Mango Music           |
| NapoliLatina                                              | L’ultimo miracolo                                                                  | 2016 – Magic Mango Music           |
| Rodscha aus Kambodscha und Tom Palme                      | Rastazebra                                                                         | 2016 – Rodscha & Tom Mitmachlieder |
| Middle of the Road                                        | Soley Soley – Live in Berlin                                                       | 2017 – MOTR Productions            |
| d’Hundskrippln                                            | Ja oder Na (Single)                                                                | 2018 – Universal Music             |
| d’Hundskrippln                                            | Lederhosn Amore                                                                    | 2018 – Universal Music             |
| COLOUR RAIN                                               | EP 2018                                                                            | 2018 – Magic Mango Music           |
| Voice Passion (Lauren Francis)                            | Nothing Else Matters                                                               | 2018 – Infiniss Global             |
| d’Hundskrippln                                            | Lederhosn Amore (Single)                                                           | 2018 – Universal Music             |
| Robert Probst Trio                                        | All Your Grace (EP)                                                                | 2018 – Magic Mango Music           |
| Helmut Zerlett                                            | Der Vorname (2018) (Original Motion Picture Soundtrack)                            | 2018 – Königskinder Music          |
| KIZZRock feat. Donikkl                                    | König von Deutschland (Single)                                                     | 2019 – Magic Mango Music           |
| Melanie Hofstetter                                        | Glück (Single)                                                                     | 2019 – Magic Mango Music           |
| Elena Rud                                                 | Echoes (Single)                                                                    | 2019 – Elena Rudolph               |
| Robert Probst Trio                                        | Aren't We All (Single)                                                             | 2020 – Magic Mango Music           |
| Models & Rockstars (feat. Bianca Handl & Stephan Ebn)     | Models & Rockstars (Single)                                                        | 2020 – Magic Mango Music           |
| Robert Probst Trio                                        | A Nightingale Sang In Berkeley Square (Abensberg Sessions) (Single)                | 2020 – Magic Mango Music           |
| KIZZRock feat. Extrabreit                                 | Hurra, hurra, die Schule brennt (Single)                                           | 2020 – Timezone                    |
| Martin Frank                                              | Es kommt wie's kommt (DVD)                                                         | 2020 – S-TEAM media                |
| Rodscha aus Kambodscha und Tom Palme (feat. LaBrassBanda) | Feuerwehr Tatütata (Single)                                                        | 2021 – Rodscha & Tom Mitmachlieder |
| KIZZRock                                                  | Blablabla                                                                          | 2021 – Timezone                    |
| Starbust                                                  | Mancave (EP)                                                                       | 2021 – Magic Mango Music           |
| Sophie Fellner                                            | Blue (Single)                                                                      | 2021 – Magic Mango Music           |
| Sarah Hakenberg                                           | Wieder da!                                                                         | 2021 – Hakenwerk                   |
| Sophie Fellner                                            | Dreamer (Single)                                                                   | 2022 – Magic Mango Music           |
| Heiko Maile                                               | Kalanag: Der Magier und der Teufel (Original Motion Picture Soundtrack)            | 2022 – Krautclub Music             |
| Anna Katharina Kränzlein                                  | Nusta                                                                              | 2022 – Magic Mango Music           |
| Lisa-Marie                                                | Komm und flieg mit mir (Titelsong Mia and me – Das Geheimnis von Centopia)         | 2022 – Universal Music             |
| Martin Frank                                              | Das kleine Weihnachtsalbum                                                         | 2022 – Magic Mango Music           |
| ebn (feat. Anna Katharina Kränzlein & Stephan Ebn)        | Licht in der Ferne (Single)                                                        | 2023 – Magic Mango Music           |
| ebn (feat. Anna Katharina Kränzlein & Stephan Ebn)        | Kopf ist Trumpf (Single)                                                           | 2023 – Magic Mango Music           |
| Vitali Ehret                                              | Synchron (EP)                                                                      | 2023 – Vitaliano Records           |
| Martin Frank                                              | Das kleine Weihnachtsalbum (Version 2023)                                          | 2023 – Magic Mango Music           |
| ebn (feat. Anna Katharina Kränzlein & Stephan Ebn)        | Ich steuer' durch mein Leben (Single)                                              | 2024 – Magic Mango Music           |
| Balkon Jazz Ballett                                       | Virtuos Vergeigt! (Side A) (EP)                                                    | 2024 – Magic Mango Music           |
| Helmut Zerlett                                            | Der Spitzname (Original Motion Picture Soundtrack)                                 | 2024 – Königskinder Music          |
| Rodscha aus Kambodscha und Tom Palme                      | Osterhas (Single)                                                                  | 2025 – Rodscha & Tom Mitmachlieder |